# (455171) 1999 OM4
(455171) 1999 OM4, também escrito como (455171) 1999 OM4, é um objeto transnetuniano que está localizado no cinturão de Kuiper, uma região do Sistema Solar. Este corpo celeste é classificado como um cubewano. Ele possui uma magnitude absoluta de 7,1 e tem um diâmetro estimado com cerca de 160 km.

## Descoberta
(455171) 1999 OM4 foi descoberto no dia 19 de julho de 1999 em Mauna Kea.

## Órbita
A órbita de (455171) 1999 OM4 tem uma excentricidade de 0,121 e possui um semieixo maior de 45,807 UA. O seu periélio leva o mesmo a uma distância de 40,282 UA em relação ao Sol e seu afélio a 51,331 UA.